# أسروة حمراء
أسروة حمراء (الاسم العلمي: Aseroë rubra) هو نوع الفطريات يتبع جنس الأسروة من الفصيلة الفالوسية.